# Advmaker
Advmaker — партнёрская программа Интернет-рекламы на площадках Рунета, которая имеет около 17 000 рекламных площадок, охватывающих более 100 миллионов посетителей, что составляет три миллиарда просмотров ежемесячно. Она предназначена как для веб-мастеров и владельцев сайтов, желающих размещать рекламные материалы на своих веб-проектах, так и для рекламодателей.

## История
В апреле 2008 года была создана рекламная сеть «Advmaker», а год спустя уже попала в топ-50 сайтов России (23 место), Украины (28 место), Белоруссии (32 место) и Казахстана (25 место). А в 2010 году, по опубликованному рейтингу «Google», компания вошла в топ-1000 сайтов по всему миру. В 2014 году компания принимала участие в рейтинге второй ежегодной премии RACE Awards 2014 в номинации «Прорыв года на рынке лидогенерации» и 3-4 октября выступала в качестве Wi-Fi спонсора выставки партнерских программ и маркетинга Russian Affiliate Congress & Expo (RACE). В этом же году фирма запустила новый формат рекламы — видео реклама, которая работает по технологии VAST 2.0. В конце 2014 года компания разработала новый формат — Video Viewer (плеер с лицензионным контентом), направленный на борьбу с пиратским контентом, партнёрами в данном проекте выступили компании ivi.ru, megogo.net, Rutube и 1ru.tv.
В 2015 году компания по итогам исследования аналитического проекта Ruward:Track заняла первое место среди восьми крупных игроков баннерных сетей Рунета: Advmaker, Kadam, ADSkape, Post Banners, Propellers Ads, AdForse, Traffic.ru.

## Условия для веб-мастеров
Все сайты перед включением в сеть проходят модерацию. Владельцы сайтов, являющиеся участниками Advmaker, получают доход за клики и показы. В Рекламную сеть может вступить любой сайт, не нарушающий законодательство какой-либо страны, с русскоязычной аудиторией, удовлетворяющий правилам участия (не менее 500 хостов в сутки, должно быть более 3-х просмотров на человека, соотношение RU-трафика более 50 % к остальному). Кроме того, участником может стать сайт, созданный на бесплатном хостинге Narod.ru и иных, к примеру Ucoz. Также в рекламной сети работает реферальная система и плановые выплаты производятся два раза в месяц.

## Условия для рекламодателей
Минимальный рекламный бюджет должен составлять две тысячи рублей, сайт не должен содержать pop-under (click-under) рекламу, эротические материалы, вирусы или другие вредоносные скрипты, контент должен быть уникальным и не нарушать законодательство какой-либо страны.
В 2015 году для рекламодателей был сделан новый кабинет, в котором любой желающий покупать трафик при пополнении бюджета от двух тысяч рублей.

## Виды рекламы
- Clickunder[1]
- Top Scroll
- Слайд-баннеры[1]
- Классические баннеры[1]
- Прелоадер баннеры[1]
- Видео-баннер (VideoADS)[1]
- Мобильное уведомление
- Мобильный фуллскрин
- Брендирование[2]
- Video Viewer[19] (отключен)

## Клиенты
С рекламной сетью Advmaker сотрудничают такие крупные компании, как Яндекс, mail.ru, Google, LinguaLeo, Связной, MeGoGo и т. д. Также компания более 6 лет занимается раскруткой онлайн-игр, в число которых входят Wargaming.net, Panzar, Zzima.com, Bigpoint, Nival, Gaijin Entertainment и другие. По статистике Advmaker, за 2013 год для 20 своих самых крупных клиентов компании удалось привлечь 4 217 515 игроков, а в 2014 году планируется привлечь более шести миллионов. Компания охватывает порядка 10 % игрового онлайн рынка России.